# Islam au Togo

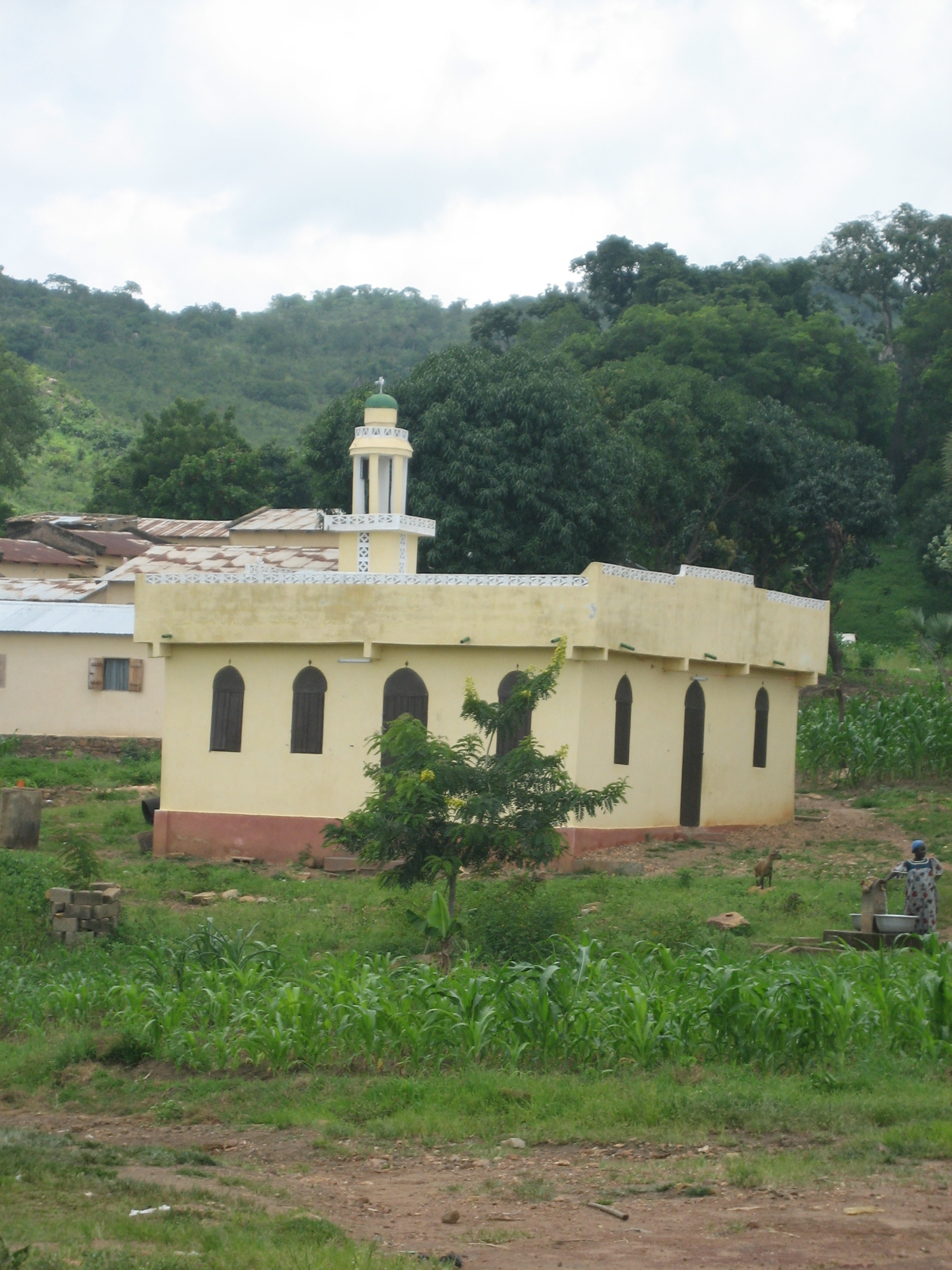
Une mosquée au Nord du Togo.

Dans la République togolaise, les musulmans sont évalués selon les sources entre  20%, et 24 % de la population. Le Togo est un pays membre de l'Organisation de la coopération islamique.

## Histoire
L'islam fut introduit au Togo et dans toute l'Afrique de l'Ouest par le Sahara. Les berbères et les touaregs traversaient le Sahara pour échanger du sel et de l'or. Avec le temps, le clergé musulman a enseigné l'islam et mis en place des mosquées le long des routes du sel, accompagnant les caravanes.Également, des marchands Mandingue vont reprendre l’Islam au Togo central(Tchaoudjo).Les deux ethnies nomades des Hausa et les Fulani ont également répandu l'islam en parcourant toute l'Afrique de l'Ouest.